# Renault 18CV
Renault 18CV est l’appellation commerciale d'une automobile de la marque Renault produite de 1909 à 1926.
Durant sa carrière, la voiture a connu des évolutions, correspondant à plusieurs types différents :

## Première génération: 6 cylindres
- Renault Type BF (1909–1910)
- Renault Type CD (1910–1912)
- Renault Type DO (1912–1913), nommée 22CV
- Renault Type EE (1913–1914), nommée 22CV

## Deuxième génération: 4 cylindres
- Renault Type DX (1912–1913), nommée 20CV
- Renault Type ED (1913–1914)
- Renault Type FE (1917–1918)
- Renault Type FS (1919–1920)
- Renault Type GR (1919–1921)
- Renault Type GV (1920)
- Renault Type HG (1920–1921)
- Renault Type IQ (1921–1922)

## Troisième génération: 6 cylindres
- Renault Type JS (1922–1923)
- Renault Type JY (1923–1924)
- Renault Type KD (1923)
- Renault Type MG (1923–1926)
- Renault Type PI (1926), nommée 18/22CV
- Renault Type PZ (1926-1928), nommée 18/24CV